# Suraj Mal
Maharaja Suraj Mal (1707-1763) fou un líder jat i maharajà de Bharatpur al Rajasthan. Era fill de Badan Singh el fundador de la casa reial de Bharatpur al que va succeir quan tenia 56 anys però des d'uns 20 anys abans ja dirigia els afers. Segons la tradició hauria estat casat amb 14 dones de les que se'n coneixen sis: 
1. Maharani Kishori
2. Rani Hansia
3. Ganga Rani
4. Kalyani Rani
5. Rani Gauri
6. Rani Khattu

Va tenir almenys cinc fills: 
- Maharaja Jawahar Singh
- Maharajah Ratan Singh
- Maharajah Nawal Singh
- Maharajah Ranjit Singh
- Nahar Singh

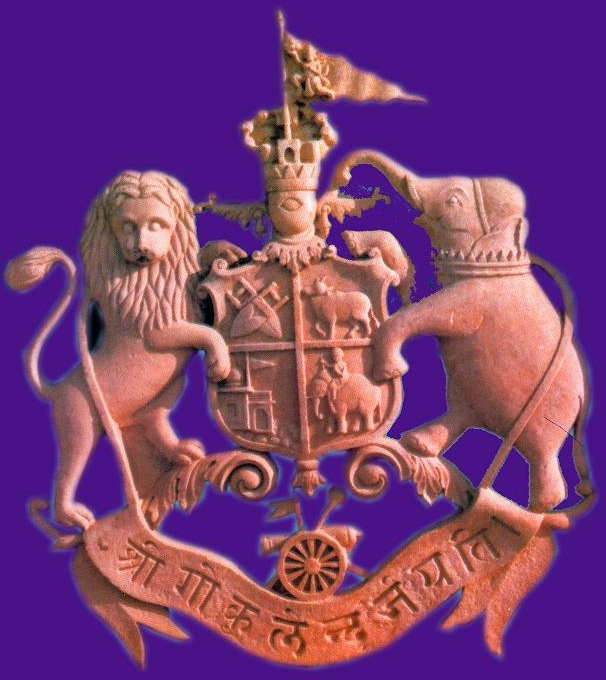
Escut de Bharatpur

Se sap que va tenir també 24 amistançades amb les que va tenir 16 fills 
A l'inici del segle xvii els pagesos de la regió de Bharatpur estaven terroritzats per les autoritats mogols. Un cap jat del nom Churaman es va revoltar però fou derrotat; poc després els jats reprenien la revolta dirigits per Badan Singh i aviat van controlar una notable àrea. El 1724 Badan va ser reconegut per l'emperador com a raja. La primera capital fou Dig (Deeg) on Badan es va proclamar sobirà el 1722. Vers 1730 es va construir la poderosa fortalesa de Kumher obra de Suraj Mal que fou també el constructor d'altres fortaleses destacant el fort de Lohagarh (Fort de Ferro). El 1733 va arrabassar Bharatpur a Khemkaran Sogaria, fill de Rustam Sogaria, i va fundar la ciutat el 1743.
El 1745 l'emperador mogol, molest amb el nawab de Koil (després Aligarh), Fateh Ali Khan, va enviar contra els seus dominis al cap militar afganès Asad Khan; Fateh Ali va demanar ajut a Suraj Mal que va anar a Aligarh. Quan Asad Khan va atacar la batalla es va lliurar a Chandaus, i el cap afganès va morir i l'exèrcit imperial fou derrotat. Mercès a l'ajut de Surja Mal, Fateh va poder salvar el seu domini.
Suraj Mal va tenir bones relacions a Jai Singh II de Jaipur que va morir el 21 de setembre de 1743. Després els seus fills Madho Singh i Ishwari Singh es van disputar el tron. Suraj Mal va donar suport al fill gran Ishwari, mentre Madho rebia ajut de Jagat Singh de Mewar (Udaipur). La lluita inicial es va lliurar entre els dos germans a Jahajpur a finals de 1743, i la guerra va acabar amb victòria final per Ishwari el març de 1747.
Després d'un any de pau a Jaipur, la lluita es va reprendre. L'expedició del peshwa maratha el maig de 1748 a Niwai va imposar la cessió de quatre parganes a Madho Singh per part de Ishwari. Aquest va demanar altre cop ajuda a Suraj Mal que va acudir a Jaipur amb un exèrcit de 10.000 homes i va aconsellar a Ishwari d'ignorar l'acord amb el peshwa. Aquest va enviar llavors a Malhar Rao Holkar contra Ishwari i Suraj Mal. Madho mentre havia obtingut el suport de nombrosos clans governants rajputs: Rathors, Sisòdies, Hada, Khichis i Panwars. Set estats rajputs i els marathes es van enfrontar a Ishwari però l'exèrcit jat de Suraj Mal va enfrontar a la coalició en l'anomenada batalla de Bagru iniciada el 20 d'agost de 1748; el cap de l'exèrcit de Jaipur, Sikar thakur Shiv Singh Shekhawat, va morir a mans de Gangadhar Tantya al segon dia de lluita i Surja Mal va agafar la direcció i el tercer dia va derrotar els enemics quan ja estaven a punt de guanyar. El 1749, amb el suport de Suraj Mal, Ishwari estava ben establert al tron a Amber (Jaipur). Finalment Madho va aconseguir el poder més tard, el 1750.
El govern de Delhi va nomenar wazir a Safdar Jang que va exigir la retirada de Suraj Mal d'algunes parganes, cosa que Suraj va ignorar. El ministre (Mir Bakshi) Salabat Jang fou enviat en expedició a Marwar. El novembre de 1749 Safdar Jang i Mir Bakshi planejaven atacar a Suraj Mal i li exigien abandonar Faridabad però Suraj hi va restar. Llavors Safgdar Jang va decidir buscar una aliança amb Suraj Mal contra el nawab de Farrukhabad, de la dinastia Bangash. Suraj va accedir a canvi del feu de Mathura. Salabat Jang va atacar Mewat i va destruir el fort de Nimrana (que era de Suraj Mal) el qual va ocupar el 30 de desembre de 1749; llavors es va dirigir a Agra; l'1 de gener de 1750 Suraj Mal es va dirigir cap al campament de Salabat Jang i amb 5000 soldats jats se'n va apoderar; el raja de Gohad, Bhim Singh Rana, se li va unir amb 200 soldats. Hakim Khan i Rustam Khan, amb soldats mogols foren derrotats; l'aigua i el menjar per Salabat Jang van quedar bloquejades i es va veure forçat a un tractat amb Suraj amb la mediació de Fateh Ali Khan; per aquest tractat Suraj va obtenir llibertats religioses pls hindús i una taxa a pagar pels rajputs d'Ajmer; Salabat no podria passar de Narnaul.
L'aliança amb Safdar Jang havia donat fruits. El 20 d'octubre de 1752 Suraj Mal va rebre el títol de Kunwar Bahadur Rajendra i el seu pare Badan Singh el de Raja Mahendra. El desembre el wazir va donar a Suraj el fawjdar de Mathura el que legalitzava la possessió per Suraj de les anomenades terres shahi. El 1753 Safdar va demanar cooperació a Suraj Mal contra el fawjdar Bahadur Singh Bargujar de Koil, i el va nomenar cap de l'expedició contra Koil, que es va iniciar el febrer de 1753. El 10 de febrer Suraj atacava Koil (després Aligarh) i la conqueria. Bahadur Singh es va refugiar al fort de Ghasera. Suraj Mal va consultar als seus quatre general (Surati Ram Gaur, Bharath Singh, Daulat Ram i Kripa Ram Gujar) sobre que fer per ocupar Ghasera; el front nord estava dirigit per Jawahar Singh (fill de Suraj), i el sud per Bakshi Mohan Ram, Sultan Singh i Vir Narain, Balu Ram va quedar en reserva i Suraj Mal atacaria per l'est junt amb Sukh Ram, Ratan Singh, Mir Muhammad Panah, Gokul Ram Gaur, Ram Chandra Tomar, Hari Nagar i altres caps incloent els mercenaris del clan Saharan. Enfront tenien a Bahadur Singh amb 8000 homes; al cap d'uns dies Bahadur va enviar al seu germà a negociar que no van reeixir. El 22 d'abril de 1753 es va lluitar molt intensament i l'endemà els jats van ocupar el fort. Bahadur Singh i el seu fill Ajit Singh van lluitar fins al darrer moment, van fer matar les dones i finalment van morir (23 d'abril de 1753). Koil va estar dos anys en mans dels jats passant després als afganesos (1759).
El 1753 Suraj va establir residència a Bharatpur (ciutat). El nawab de Delhi Ghazi al-Din II fou derrotar el 10 de maig de 1753 i Delhi fou ocupada; molta gent va abandonar Delhi i es va dirigir cap a allò que avui es Nova Delhi. L'exèrcit mogol no els podia protegir. El 13 de maig Safdar Jang fou destituït com a wazir i nomenat al seu lloc Intijam, amb Imad com a Mir Bakshi. Per consell de Suraj, Safdar Jang va reaccionar nomenant Akbar Ādilshāh com a emperador. El 14 de maig els jats van saquejar Chārbāg, Bāg-e-kultāt i el pont d'Hakīm Munīm, i l'endemà Jaisinghpura, cremant diverses zones. El 16 de maig els jats van atacar Delhi i van derrotar a Sādil Khan i Raja Devidatta en una batalla. El 17 de maig els jats van capturar Firoz Shah Kotla. En lluita contra els rohilles, Najib Khan fou ferit i 400 rohilles van morir. El nawab de Delhi va cridar en ajut als marathes.
Malhar Rao Holkar i Jayappa Rao Scindia van atacar als jats al fort de Kumher el 20 de gener de 1754. Suraj Mal va oferir resistència. La lluita va seguir uns mesos. Durant la campanya va morir Khande Rao Holkar, el fill de Malhar Rao Holkar, quan va rebre un tret des del fort mentre inspeccionava les tropes en palanquí (15 de març de 1754). Malhar Rao va quedar molt afectat per la mort del seu únic fill, i va buscar revenja, prometent tallar el cap del maharajà Suraj Mal i tirar la fortalesa al riu Jamuna després de destruir-la, i va augmentar la pressió sobre el fort; Suraj Mal estava assessorat per la maharani Kishori, que li va aconsellar fer gestions diplomàtiques i va contactar amb el ministre Roop Ram Katara; així es va assabentar de les diferències entre Malhar Rao i Jayappa Sindhia; la maharani va aconsellar aprofitar aquestes diferències. Con que Roop Ram Katara era molt amic de Jayappa Sindhia, la maharani li va enviar una carta de Suraj Mal proposant un tractat; Jayappa Sindhia llavors va acceptar la proposta i va contactar amb Raghunath Rao, el qual al seu torn va aconsellar a Malhar Rao Holkar de signar un tractat amb Suraj Mal. Malhar Rao Holkar va haver d'acceptar, per no quedar aïllat. El tracctat fou signat el 18 de maig de 1754.
El 25 de maig de 1755 a la mort del seu pare, va assolir per dret el tron de Bharatpur.
La lluita entre els afganesos i els marathes es presentava decisiva el 1760. Els marathes van buscar aliats però pocs els van seguir. Suraj fou convidat a ajudar els marathes per Sadashivrao Bhau, general maratha i nebot del peshwa Baji Rao I. Surja va acceptar i fou ben rebut al camp maratha. Mentre Najib Khan (Najib al-Dawla) havia estat nomenat Mir Bakshi de Delhi on Ghazi al-Din era el wazir. Ghazi al-Din havia matat dos dels emperadors de Delhi (Ahmad Shah Bahadur i Alamgir II el 1754 i 1759) i fou qui va introduir a Najib al darbar, però Najib va acabar expulsant a Ghazi al-Din que es va aliar als marathes tot i que no disposava d'exèrcit propi. Suraj Mal i Ghazi al-Din es van reunir a l'exèrcit maratha i junts van arribar a Delhi el 23 de juliol de 1760, la van assetjar i ocupar. Ghazi va retornar a ser wazir; però el general maratha Sadashivrao Bhau no va tardar a nomenar wazir a Naro Shankar. Suraj Mal va considerar això una violació dels pactes i va protestar. Quan l'octubre li fou demanada la seva ajuda per combatre el nawab de Kunjupura, va exigir el restabliment de Ghazi, però no el va obtenir. Kunjpura fou assaltada i la guarnició afganesa fou passada pel ganivet o esclavitzada. Suraj estava disgustat i va abandonar als marathes retornant als seus dominis a Ballabgarh, la fortalesa jat més propera. Holkar i Sindhia planejaven arrestar-lo però mai es van arribar a posar del tot d'acord. Els afganesos i els marathes estaven a punt d'enfrontar-se; la zona de Delhi estava exhausta després de nombrosos saquejos i les provisions pels marathes venien de Bharatpur i les dels afganesos de Rohilkhand. Suraj es va mantenir neutral i no va poder ser convençut de retornar al camp maratha. Ahmad Shah Durrani el va voler guanyar al seu bàndol, però només van aconseguir un tractat garantint la neutralitat.
Després de la derrota maratha a Panipat el 14 de gener de 1761 els que van sobreviure es van refugiar a territori de Bharatpur on Suraj Mal els va tractar amb generositat. Això va molestar als afganesos que van exigir un gran pagament. Surja Mal va decidir no pagar i fer la guerra. El 2 de febrer de 1761 Ahmad Shah es va apoderar de Dig. Un atac maratha als forts de Rewari, Bahadurgarh i Aligarh va obligar els afganesos a abandonar Dig i seguir als marathes cap a Mewat. Malhar I Rao Holkar fou derrotat a Sikandra i les seves forces es van refugiar a Bharatpur. Agra era llavors la ciutat més rica de la zona i Suraj Mal va decidir la seva conquesta. El 3 de maig de 1761 va arribar a Agra amb un exèrcit i va demanar al kiladar permís per acampar sense deixar entreveure els seus plans; el kiladar va donar permís; al cap de poc forces jats s'havien apoderat per sorpresa de part de la ciutat. Després Suraj Mal, que era a Mathura, es va dirigir al Yamuna i va arribar a Aligarh, i després a Jalesar i a Agra (juny) on va aconseguir la rendició del kiladar a canvi d'un suborn i un jagir de 5 pobles (12 de juny de 1761). Agra va romandre en mans de Bharatpur fins al 1774.
Suraj Mal volia dominar Delhi, restablir a Ghazi al-din i controlar la política imperial a través d'ell. De moment es va estendre a Haryana dominada per jagirdars musulmans, i el districte entorn de Delhi, de majoria jat. Entre 1762 i 1763 va dominar Haryana i el Doab per mitjà de les campanyes dels seus fills Jawahar Singh i Nahar Singh. A finals del 1763 va esclatar una disputa entre els jats i els balutxis de Farrukhnagar, representats per Musavi Khan. L'atac jat a Farrukhnagar va fallar i el mateix Suraj Mal va anar a la zona l'octubre de 1763 amb totes les seves forces i al cap de dos mesos Musavi es va rendir i fou enviat a Bharatpur (12 de desembre de 1763). Mentre Suraj havia ocupat Garhi Harsaru, Rewari i Rohtak i es va dirigir ara contra Bahadurgarh a uns 12 km a l'oest de Delhi, feu del poderós cap balutxi Bahadur Khan, que va ademanar ajut a Najib Khan o Najib al-Dawla de Delhi, que era aliat d'Ahmad Shah Durrani. El dia 14 era conquerida Bahadurgarh abans de poder arribar Najib. Suraj va deixar al seu fill Jawahar Singh a Farrukhnagar i va creuar el Yamuna al sud de Delhi, destruint alguns pobles prop de Ghaziabad. Najib va fer dos intents sense èxit i va oferir regals a Suraj Mal per la retirada però Surja s'hi va negar. Najib va haver de lluitar: amb les forces de Gulab Singh Gujar, Sayyid Muhammad Khan Baloch (Siyyidu), Afzal Khan, i Zaibita Khan, en total uns deu mil homes, va creuar el Jamuna i va fixar el campament a Hindan al sud-est de Delhi. Suraj Mal disposava de 25.000 homes. La lluita va durar diverses hores i inesperadament el dia 25 de desembre de 1763 Suraj va caure en una emboscada preparada per Sayyid Muhammad Khan Baloch (Siyyidu) i fou mort. Els jats es van retirar aquella mateixa nit.
Els seus dominis incloïen Agra, Dholpur, Bharatpur, Mainpuri, Hathras, Aligarh, Etah, Meerut, Rohtak, Bhiwani, Farrukhnagar, Mewat, Rewari, Gurgaon i Mathura. El va succeir en el tron el seu fill Maharaja Jawahar Singh.